# 花咲線運輸営業所
花咲線運輸営業所（はなさきせんうんゆえいぎょうしょ）は、北海道釧路市喜多町2-24にある北海道旅客鉄道（JR北海道）の組織である。事務所は釧路駅に隣接する釧路支社内、厚岸駅、根室駅の3か所にある。

## 概要
根室本線東釧路駅 - 根室駅間（愛称・花咲線）を管理する部署である。至近に釧路運輸車両所があるため、当所には運転士の配置はない。
かつては日高線運輸営業所と同様、バス事業も行っていた。厚岸駅に隣接した厚岸自動車営業所を傘下に組み込んでいたが、1997年（平成9年）に自動車営業所が廃止され、バス事業からは撤退した。
かつての所属略号は「花」。ただし、実際にこの略号が記された車両は確認できず、実際には釧路運輸車両所の略号「釧クシ」が記されていた。

## 沿革
- 1991年（平成3年）7月1日：発足[1]。
- 1997年（平成9年）12月11日：厚岸自動車営業所を廃止。
- 2004年（平成16年）3月13日：運転士・交番検査を釧路運輸車両所に移管。